# Yūsaku Godai
Yūsaku Godai (五代 裕作?, Godai Yūsaku) è un personaggio immaginario e il protagonista del manga e dell'anime Maison Ikkoku - Cara dolce Kyoko, creato dalla mangaka Rumiko Takahashi. Il suo personaggio è doppiato in lingua giapponese da Issei Futamata, mentre in italiano prima da Alessio Cigliano ed in seguito da Sergio Luzi.

## Storia del personaggio
Nel primo episodio della serie Yusaku Godai sta per abbandonare la pensione Ikkoku per togliersi di torno i molesti vicini, che gli impediscono di poter studiare in pace. Infatti Yusaku è un rōnin, uno studente che ha fallito i primi esami di ammissione universitaria. La scelta di abbandonare il proprio appartamento però viene immediatamente ritrattata quando si presenta alla porta la nuova amministratrice, la deliziosa e più matura Kyōko Otonashi. Per Yusaku si tratta di un vero e proprio colpo di fulmine, ma almeno all'inizio il ragazzo colleziona soltanto una serie di figuracce nei confronti dell'amministratrice. Man mano i rapporti fra i due miglioreranno, e Kyoko spesso si mostrerà sinceramente preoccupata nei confronti del ragazzo.
La maggior parte dei problemi di Yusaku, in realtà, derivano dai vicini. Quasi sempre gli sfrenati festini a base di alcool che vengono organizzati alla Maison Ikkoku si tengono nella stanza di Godai contro la sua volontà. Addirittura Yotsuya ha creato un buco fra la sua stanza e quella di Godai, per potervi avere libero accesso e poterlo disturbare in ogni momento. Akemi Roppongi invece si muove indisturbatamente seminuda per casa, senza la minima preoccupazione che ciò comporta una fortissima "distrazione" per gli studi del ragazzo. In qualche modo comunque Godai riuscirà ad essere ammesso alla facoltà di pedagogia Sanryu Daigaku. Si tratta però di un istituto poco considerato, che non migliorerà le sue possibilità di trovare lavoro. Per mantenersi, inoltre, Godai dovrà barcamenarsi fra numerosi lavoretti.
Il suo rapporto con Kyoko sarà costellato da mille problemi e complicazioni. Il primo scoglio sarà rappresentato da Shun Mitaka, affascinante rampollo di buona famiglia, pretendente al cuore di Kyoko, con cui Godai non può assolutamente competere a livello economico. Come se non bastasse Godai diventa l'oggetto delle attenzioni di alcune donne, scatenando la gelosia di Kyoko. La dolce Kozue Nanao, ex collega di Godai, si dichiarerà innamoratissima del ragazzo, al punto che per Godai riuscire a scaricarla sarà un vero problema. In effetti, la situazione con Kozue si risolverà solo grazie alla ragazza, che di fronte all'indecisione di Godai, accetterà la proposta di matrimonio di un altro uomo. Altra pretendente al cuore di Yusaku è Ibuki Yagami, una studentessa di una scuola femminile in cui Godai sarà supplente per un breve periodo. Yagami si mostrerà determinata e pronta a tutto per competere con la più "esperta" Kyoko. Persino Akemi in una occasione creerà seri problemi alla coppia Yusaku-Kyoko.
Negli ultimi episodi Yusaku riuscirà a convolare a giuste nozze con Kyoko (naturalmente dopo averlo chiesto dinanzi alla tomba di Soichiro Otonashi, il precedente marito della sua amata). Avranno una figlia di nome Haruka e continueranno a vivere alla Maison Ikkoku.

## Personalità
Yusaku è un ragazzo fondamentalmente di buon cuore e di sani principi, che sogna di metter su famiglia con la donna che ama. Tuttavia il ragazzo è afflitto da un'indecisione e una timidezza cronica, che finiranno per metterlo continuamente in situazioni equivoche e complicate. Ricorrenti sono i suoi sogni a occhi aperti che hanno sempre Kyoko come protagonista, spesso riflettono le sue intenzioni romantiche e le proprie aspettative che nutre nei riguardi della ragazza. Riuscirà a dichiarare il proprio amore nei confronti di Kyoko solo sotto l'effetto dell'alcool, e comportandosi in maniera estremamente imbarazzante. Nel corso degli episodi è tuttavia possibile scorgere una maturazione nel personaggio. Soprattutto si mostrerà decisamente risoluto nei confronti di Yagami, cui riuscirà a respingere le pesanti avances, e nel finale, quando aprirà definitivamente il proprio cuore a Kyoko, chiedendole di sposarlo. Kyoko e Godai si sposeranno nell'ultimo episodio della serie, ma rimarranno a vivere nella Maison Ikkoku, con la loro figlia Haruka.

## Il nome
Il cognome Godai (五代), è composto dagli ideogrammi Go (五), che si traduce come "cinque" e Dai (代), che si può tradurre come "generazione", quindi il significato completo può essere interpretato come "cinque generazioni". Il numero 5 è inoltre il numero della stanza all'interno della Maison Ikkoku in cui vive Yusaku.
È da notare che nell'adattamento italiano della serie televisiva si è lasciato intendere erroneamente che Godai fosse il nome proprio di Yusaku, mentre grande confusione nasce per il cognome: da Yusaku (il suo nome proprio), a Yukari, a Otonashi o Katayama.